# Holden Torana
Holden Torana är en personbil, tillverkad i tre generationer av den australiensiska biltillverkaren Holden mellan 1967 och 1980.

## HB Torana (1967-69)
Holden hade satt samman och sålt den första generationen Vauxhall Viva (Viva HA) på den australiensiska marknaden, men när en ny version (Viva HB) skulle lanseras beslutade man att sälja den under Holden-namnet. Bilen fick modellnamnet Torana, ett aboriginskt ord som betyder ”att flyga”.

### HB
HB Torana introducerades i maj 1967. Bilen var identisk med Vauxhall Viva HB, bortsett från detaljer i fronten, men i september 1968 tillkom en fyrdörrars-version som tagits fram lokalt.

### Motor
| Modell  | Motor              | Cylindervolym | Effekt | Bränslesystem    |
| ------- | ------------------ | ------------- | ------ | ---------------- |
| HB      | 4-cyl radmotor ohv | 1159 cm³      | 56 hk  | Enkel förgasare  |
| HB 70   | 4-cyl radmotor ohv | 1159 cm³      | 69 hk  | Enkel förgasare  |
| Brabham | 4-cyl radmotor ohv | 1159 cm³      | 79 hk  | Dubbla förgasare |

## LC/LJ/TA Torana (1969-75)
Torana fick en ny kaross 1969, men mekaniken hämtades från företrädaren. Den stora nyheten var att bilen nu även erbjöds med den sexcylindriga motorn från de stora Holden-bilarna. För att få plats med den stora motorn förlängdes hjulbasen och karossen förlängdes ytterligare framför framaxeln. Hjulupphängningarna förstärktes för att klara av den extra tyngden

### LC
LC Torana introducerades i oktober 1969. I slutet av 1970 tillkom tävlingsversionen GTR UX-1, avsedd att vinna Bathurst 1000-tävlingen. I juli 1971 tillkom även en större fyrcylindrig motor, även den från Vauxhall.

### LJ
LJ Torana introducerades i februari 1972. Den skilde sig från föregångarna genom att erbjuda större fyra- och sexcylindriga motorer.

### TA
TA Torana introducerades i april 1974 och tillverkades parallellt med LH-modellen. TA:n tillverkades endast med fyrcylindriga Vauxhall-motorer och ersattes i mars 1975 av Holden Gemini.

### Motor
| Modell  | Motor               | Cylindervolym | Effekt     | Bränslesystem   |
| ------- | ------------------- | ------------- | ---------- | --------------- |
| LC      | 4-cyl radmotor ohv  | 1159 cm³      | 56 hk      | Enkel förgasare |
| LC 70   | 4-cyl radmotor ohv  | 1159 cm³      | 69 hk      | Enkel förgasare |
| LC      | 4-cyl radmotor SOHC | 1599 cm³      | 80 hk      | Enkel förgasare |
| LC, LJ  | 6-cyl radmotor ohv  | 2261 cm³      | 90-95 hk   | Enkel förgasare |
| LC      | 6-cyl radmotor ohv  | 2637 cm³      | 108-114 hk | Enkel förgasare |
| LC      | 6-cyl radmotor ohv  | 2637 cm³      | 125 hk     | Enkel förgasare |
| LC UX-1 | 6-cyl radmotor ohv  | 3048 cm³      | 160 hk     | Tre förgasare   |
| LJ, TA  | 4-cyl radmotor ohv  | 1256 cm³      | 62 hk      | Enkel förgasare |
| LJ, TA  | 4-cyl radmotor SOHC | 1759 cm³      | 80 hk      | Enkel förgasare |
| LJ      | 6-cyl radmotor ohv  | 2834 cm³      | 112-118 hk | Enkel förgasare |
| LJ      | 6-cyl radmotor ohv  | 3298 cm³      | 129-135 hk | Enkel förgasare |
| LJ UX-1 | 6-cyl radmotor ohv  | 3298 cm³      | 190 hk     | Tre förgasare   |

## LH/LX/UC Torana (1974-80)
1974 fick Torana en ny, större kaross och för första gången erbjöds en V8-motor som tillval. Den fyrcylindriga basmotorn kom från Opel, medan de flercylindriga motorerna hämtades från de stora Holden-bilarna. Den största femlitersmotorn fanns bara till muskel-versionen Torana SL/R.

### LH
LH Torana introducerades i mars 1974. Bilen fanns bara med fyrdörrars sedan-kaross. I mitten av året tillkom tävlingsversionen SL/R L34 med trimmad femlitersmotor, avsedd för Bathurst 1000-tävlingen.

### LX
LX Torana introducerades i februari 1976. Nu tillkom en tredörrars halvkombi-version. I juli samma år infördes nya regler för avgasrening i Australien och motorerna anpassades till dessa. I slutet av året ersattes den fyrcylindriga Torana av instegsmodellen Sunbird. På Sunbird hade hjulupphängningarna modifierats för bättre väghållning. Denna förbättring infördes även på Torana i mitten av 1977. I september samma år tillkom tävlingsversionen SL/R A9X, återigen avsedd för Bathurst 1000.

### UC
UC Torana introducerades i mars 1978. V8:orna hade strukits ur utbudet och modellprogrammet bestod av den fyrcylindriga Sunbird och den sexcylindriga Torana. I slutet av året ersattes den fyrcylindriga Opel-motorn av en ny motor, baserad på Holdens egen sexa. 
Tillverkningen av Sunbird/Torana upphörde i början av 1980 och bilarna ersattes av Holden Commodore.

### Motor
| Modell | Motor              | Cylindervolym | Effekt     | Bränslesystem   |
| ------ | ------------------ | ------------- | ---------- | --------------- |
| LH, LX | 4-cyl radmotor ohv | 1897 cm³      | 92-102 hk  | Enkel förgasare |
| LH     | 6-cyl radmotor ohv | 2261 cm³      | 90-95 hk   | Enkel förgasare |
| LH, LX | 6-cyl radmotor ohv | 2834 cm³      | 112-118 hk | Enkel förgasare |
| LH, LX | 6-cyl radmotor ohv | 3298 cm³      | 129-135 hk | Enkel förgasare |
| LH, LX | 8-cyl V-motor ohv  | 4140 cm³      | 185 hk     | Enkel förgasare |
| LH, LX | 8-cyl V-motor ohv  | 5044 cm³      | 240 hk     | Enkel förgasare |
| UC     | 4-cyl radmotor ohv | 1889 cm³      | 82 hk      | Enkel förgasare |
| UC     | 6-cyl radmotor ohv | 2834 cm³      | 106-118 hk | Enkel förgasare |
| UC     | 6-cyl radmotor ohv | 3298 cm³      | 110-120 hk | Enkel förgasare |

## Bilder

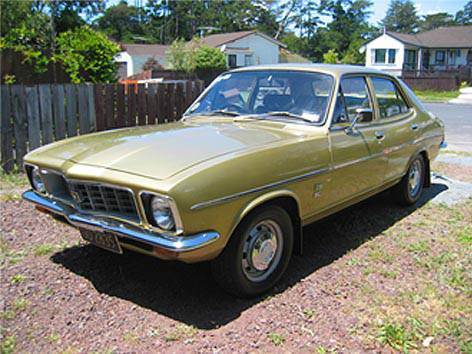
LJ Torana
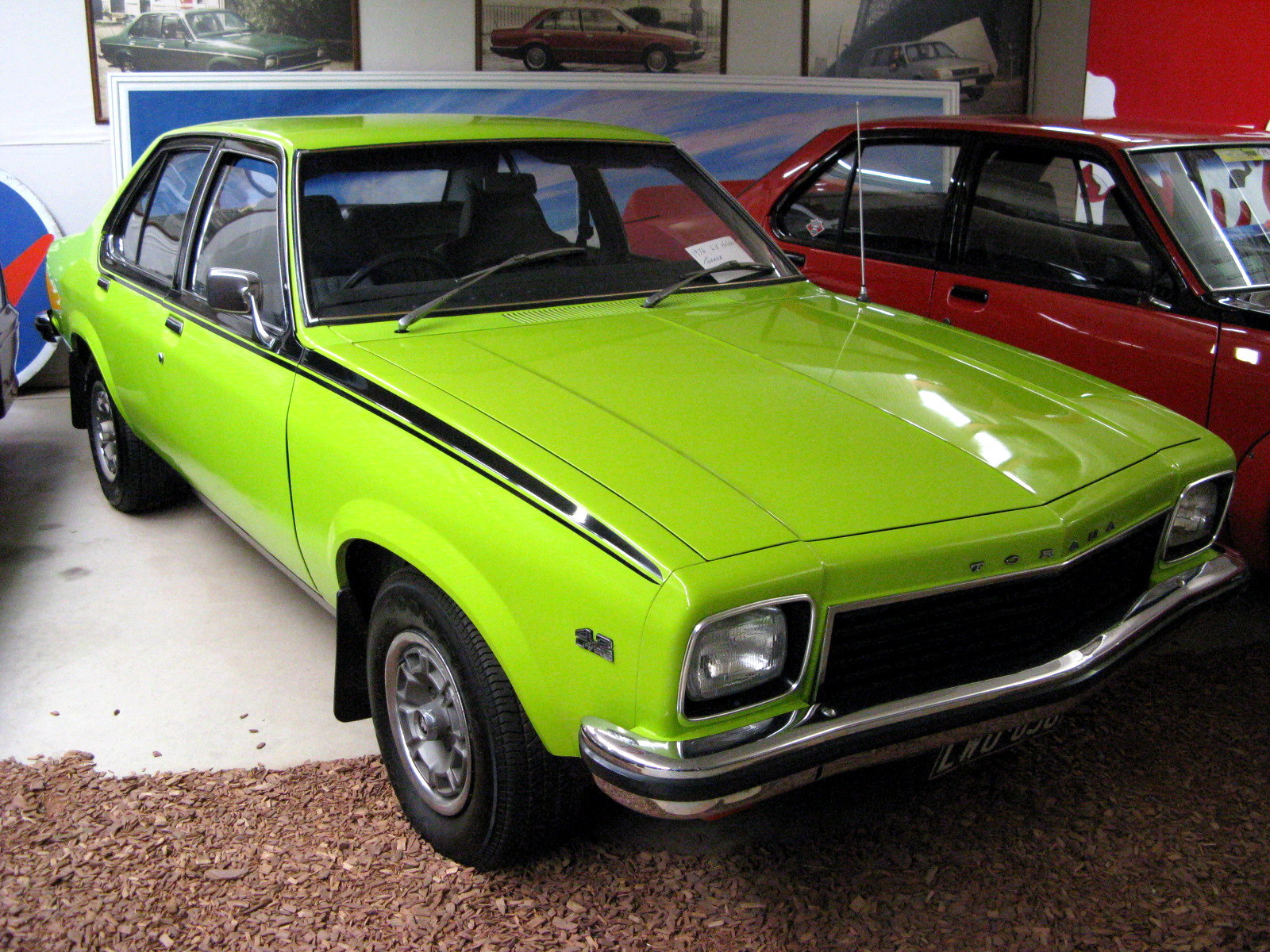
LX Torana

## Tillverkning
| Modell | Antal  |
| ------ | ------ |
| HB     | 36 561 |
| LC     | 74 627 |
| LJ     | 81 813 |
| TA     | 11 304 |
| LH     | 70 184 |
| LX     | 65 997 |
| UC     | 53 008 |